# Bill Eppridge
William E. Eppridge dit Bill Eppridge, né le 20 mars 1938 à Buenos Aires (Argentine) et mort le 3 octobre 2013 à Danbury (Connecticut), est un photojournaliste américain.

## Biographie
Grand reporter au magazine américain Life, il est essentiellement connu pour être l'auteur du cliché montrant le sénateur Robert Kennedy gisant sur le sol dans une mare de sang, après son assassinat le 5 juin 1968 à l'Ambassador Hotel de Los Angeles.
Durant sa carrière avec Life, il couvre notamment les révolutions en Amérique latine, plusieurs campagnes politiques américaines, les Jeux olympiques, ainsi que l'arrivée des Beatles aux États-Unis dans les années 1960 (un livre était d'ailleurs en préparation sur cet évènement, il devait sortir en 2014). Bill Eppridge a ensuite collaboré avec le magazine Sports Illustrated.
Il meurt le 3 octobre 2013 à l'âge de 75 ans, dans un hôpital de Danbury (Connecticut), des suites d'une septicémie consécutive à une blessure à la main, et d'une pneumonie.

## Récompenses et distinctions
- 2011 : Lucie Award du photojournalisme